# Imperi Khmer
L'Imperi Khmer va ser l'imperi més gran del sud-est asiàtic i el seu nucli corresponia més a menys a l'actual Cambodja. L'imperi, que s'havia independitzat del regne de Srivijaya i va acabar substituint el regne de Txenla, va controlar o bé va fer vassalls seus parts de les actuals Malàisia, Tailàndia, Laos, Vietnam, Myanmar i Indonèsia. Durant la formació de l'imperi, l'Imperi Khmer tenia lligams culturals, polítics i comercials molt estrets amb Java primer i amb Srivijaya després, que es trobaven al sud de l'imperi. El seu llegat més important és Angkor, la qual va ser la capital de l'imperi durant el seu apogeu. Angkor és el millor testimoni del poder i la riquesa de l'imperi, i també de la diversitat de creences que s'hi succeïren amb el pas dels segles. Les religions oficials de l'imperi van ser l'hinduisme i el budisme mahayana fins que el budisme theravada s'imposà després de la seva introducció des de Sri Lanka al segle xiii. Els satèl·lits moderns han revelat que Angkor va ser l'assentament humà preindustrial més gran del món, més gran que la moderna Nova York i tot.
La història d'Angkor com a centre de l'històric regne de Kambuja és també la història de l'Imperi Khmer des del segle ix fins al segle xv.
No han arribat fins a nosaltres documents ni de Kambuja ni de la regió d'Angkor. És per això que el coneixement que tenim de la històrica civilització khmer s'extreu principalment de:
- Excavacions arqueològiques, reconstruccions i recerca
- Inscripcions en temples, en les quals s'informa de les obres polítiques i religioses dels reis
- Relleus als murs dels temples on es mostren marxes militars, la vida de palau, escenes del mercat i altres esdeveniments de la vida quotidiana de la població
- Informes i cròniques dels diplomàtics, mercaders i viatgers xinesos.

El començament de l'era del regne khmer d'Angkor se situa convencionalment l'any 802. Aquell any, el rei Jayavarman II es proclamà Chakravartin (rei del món).

## Història

### Jayavarman II i la fundació d'Angkor
D'acord amb inscripcions de Sdok Kok Thom, prop del 781 Indrapura va ser la primera capital de Jayavarman II, situada a Banteay Prey Nokor, prop de l'actual Kampong Cham. Després de tornar a casa seva, l'antic regne de Chenla, ràpidament va augmentar la seva influència, va conquerir una sèrie de reis competidors i el 790 es va convertir en rei de un regne anomenat Kambuja pels khmers. Després va traslladar la seva cort al nord-oest a Mahendraparvata, molt cap a l'interior del nord del gran llac de Tonlé Sap.
Jayavarman II (802–835) va viure com a príncep a la cort de Sailendra, a Java, tot i que no se sap ben bé si com a ostatge reial d'un regne vassall de Java o per la seva educació (o totes dues coses). És així com va dur l'art i la cultura de la cort de Sailendra a Cambodja. Un cop va tornar a Txenla, va enfortir la seva influència ràpidament, va conquerir una sèrie de regnes rivals i l'any 790 va esdevenir rei d'un regne anomenat "Kambuja" pels khmers. La dècada següent es va dedicar a expandir els seus dominis i, finalment, establí la nova capital a Hariharalaya, a prop de la moderna Roluos. Amb aquest acte va establir la base de la futura Angkor, que s'aixecaria 15 km al nord-oest. L'any 802 es proclamà Chakravartin, en un ritual pres de la tradició hinduista de l'Índia. Així doncs, no només va esdevenir el rei designat pels déus i, per tant, indiscutible, sinó que també va declarar la independència del seu regne de Java. Jayavarman II va morir l'any 834.

### Yasodharapura i la primera Angkor

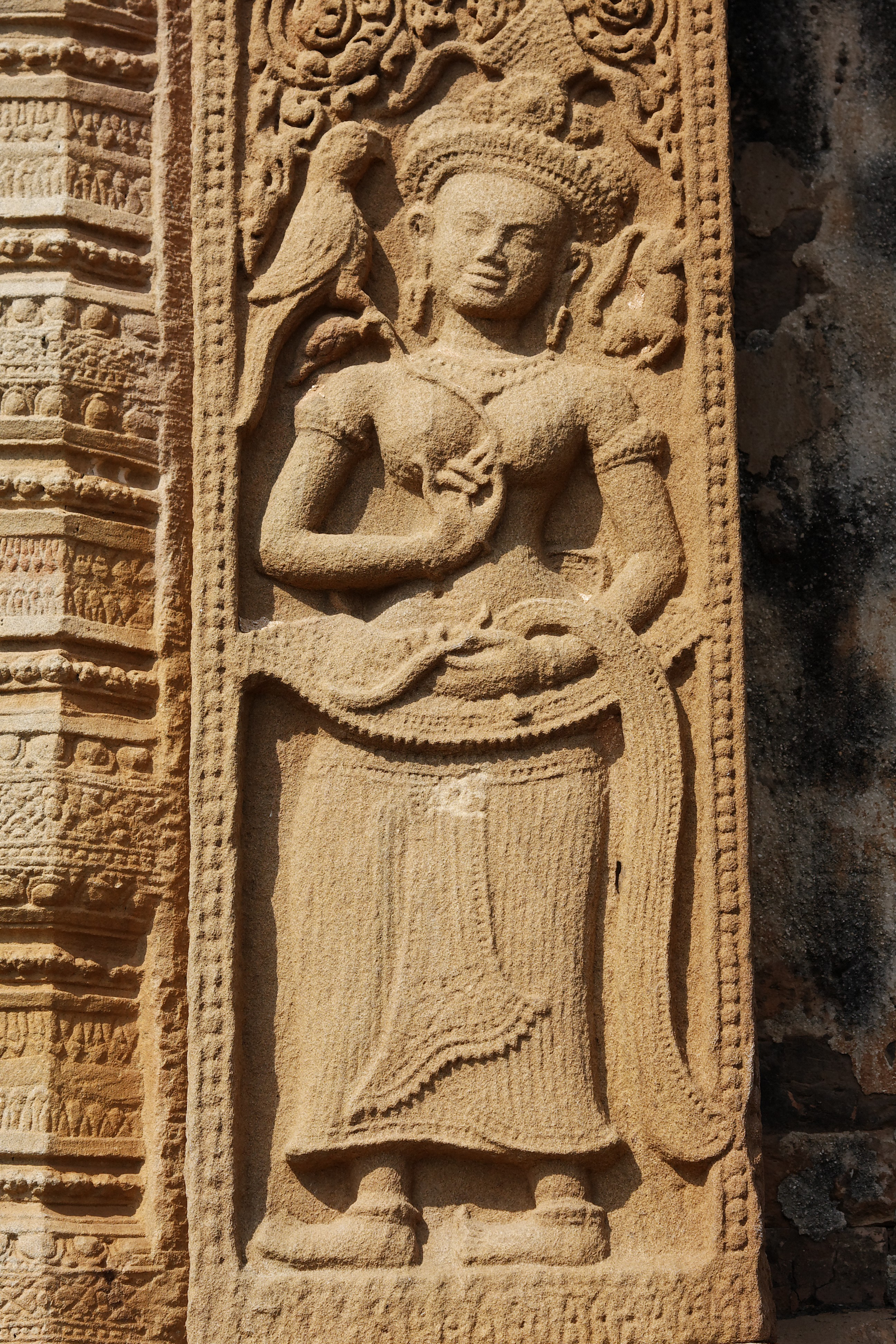
Escultura khmer a Prasat Sikhoraphum; segle X

Els successors de Jayavarman II van continuar amb l'expansió dels dominis de Kambuja. Indravarman I (va regnar del 877 al 899) va aconseguir expandir el regne sense fer cap guerra, i també va començar grans construccions gràcies als diners obtinguts pel comerç i l'agricultura, la més important de les quals va ser el temple de Preah Ko i obres d'irrigació. Va ser succeït pel seu fill, Yasovarman I (va regnar del 889 al 915), el qual establí la nova capital, Yasodharapura, la primera ciutat d'Angkor.
El temple central de la ciutat va ser construït a Phnom Bakheng, un turó que s'aixeca uns 60 m de la planícia on es troba Angkor. Sota el govern de Yasovarman I també es va construir el Baray oriental, una gran reserva d'aigua de 7,5 per 1,8 km.

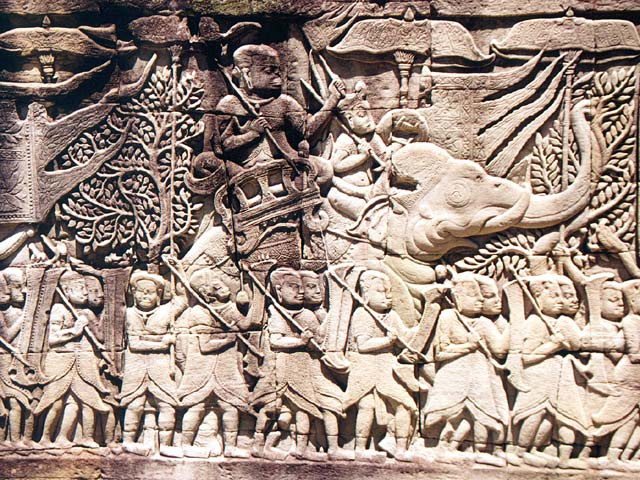
Un relleu del al temple de Bayon a Angkor on es mostra l'exèrcit khmer marxant a la guerra contra Txampa.

A començament segle x el regne es dividí. Jayavarman IV establí la nova capital a Koh Ker, uns 100 km al nord-est d'Angkor, anomenada Lingapura. Només sota el regnat de Rajendravarman II (regnà del 944 al 968) el palau reial tornà a Yasodharapura. Va reprendre els projectes de construcció de reis anteriors i va establir una sèrie de temples a l'àrea d'Angkor, com ara el Mebon oriental, en una illa al mig del Baray oriental, i molts temples i monestirs budistes, com per exemple Pre Rup. L'any 950 va tenir lloc la primera guerra entre l'Imperi Khmer i el regne de Txampa (al centre de l'actual Vietnam).
Del 968 al 1001 regnà el fill de Rajendravarman II, Jayavarman V. Després d'establir-se com a nou rei per damunt d'altres prínceps, el seu regnat es caracteritzà per ser un període de pau, marcat per la prosperitat econòmica i l'apogeu cultural. Va establir la nova capital a prop de Yasodharapura, a Jayenangari. La cort de Jayavarman V era plena de filòsofs, estudiosos i artistes. Va fer construir molts temples, els més important dels quals és el Banteay Srei, considerat un dels més bells i artístics d'Angkor, i el Ta Keo, el primer temple d'Angkor construït íntegrament amb gres.
Després de la mort de Jayavarman V vingué una època convulsa. Els reis només regnaven uns pocs mesos i després eren assassinats i substituïts pels seus successors fins que Suryavarman I (regnà del 1010 al 1050) arribà al tron. El seu regnat es caracteritzà pels intents constants dels seus rivals de derrocar-lo i per les conquestes. Va expandir el regne cap a l'oest fins a la moderna Lopburi, a l'actual Tailàndia, i cap al sud fins a l'istme de Kra. Sota el seu regnat començà la construcció del Baray occidental a Angkor, la segona i més gran reserva d'aigua, de 8 per 2,2 km.
El príncep Thäng va reunificar Txampa i ser coronat rei Harivarman IV a Chiem Son el 1074, declarant-se protector de Txampa i establint una nova dinastia, fent les paus amb Đại Việt però va provocar la guerra amb l'imperi khmer d'Angkor. El 1080, un exèrcit de Harshavarman III va atacar Vijaya i altres centres al nord de Txampa saquejant temples i monestirs, fins que les tropes Txam sota el rei Harivarman van poder derrotar els invasors i van restaurar la capital i els temples, i van penetrar a Cambodja fins a Sambor i el Mekong, on van destruir tots els santuaris religiosos.

### Suryavarman II i la construcció d'Angkor Wat
El segle xii va ser un segle ple de conflictes i lluites pel poder. Només en temps de Suryavarman II (regnà del 1113 al 1150) el regne es trobà unit i s'expandí cap a l'exterior. Sota el seu regnat, es construí el temple més gran d'Angkor, la construcció del qual va trigar 37 anys: Angkor Wat, un temple dedicat al déu Vixnu. Suryavarman II va conquerir, per l'oest, el regne d'Haripunjaya (al centre de l'actual Tailàndia) i el regne de Bagan (actual Myanmar), pel sud parts de la península de Malàisia fins al regne de Grahi (que més a menys correspon a l'actual província tailandesa de Nakhon Si Thammarat), per l'est nombroses províncies de Txampa i pel nord va arribar fins a la frontera de l'actual Laos. No es coneix gaire bé la fi del regnat de Suryavarman II. L'última inscripció coneguda, en la qual s'esmenta el seu nom en relació amb els plans per a la conquesta del Vietnam, data de l'any 1145. Probablement va morir en una expedició militar entre els anys 1145 i 1150.
El succeí un període de convulsions en què els reis no aconseguien regnar més d'uns mesos i eren assassinats pels seus successors. Finalment, l'any 1177 l'Imperi Khmer va ser derrotat en la batalla naval del llac Tonle Sap i va ser annexionat a Txampa.

### Jayavarman VII i Angkor Thom

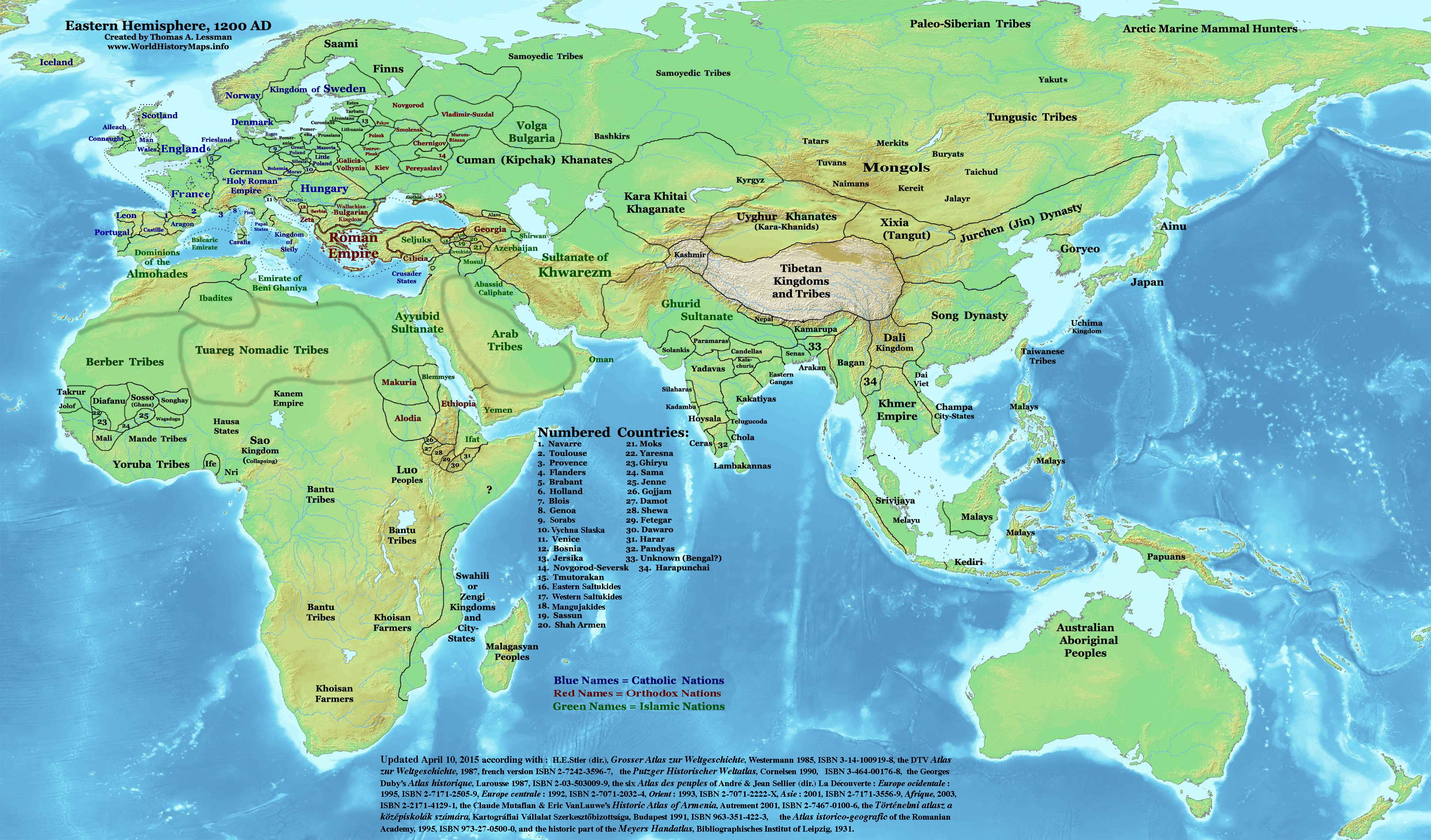
Situació de l'Imperi Khmer dins Euràsia pels volts de l'any 1200.

El rei Jayavarman VII (regnà del 1181 al 1219) ja era un cap militar quan era un príncep a les ordres dels reis anteriors. Després de la conquesta de l'imperi per part de Txampa, ell reuní un exèrcit i reconquerí la capital, Yasodharapura. L'any 1181 ascendí al tron i continuà la guerra contra Txampa 22 anys més, fins que l'Imperi Khmer va aconseguir derrotar Txampa l'any 1203 i annexionar-se gran part del seu territori.
Es considera a Jayavarman VII com a l'últim gran rei d'Angkor, no només per la seva victòria contra Txampa, sinó també perquè no va ser un governant tirànic com els seus successors immediats, va unificar l'imperi i, sobretot, per les obres públiques que es van dur a terme durant el seu govern. Es construí la nova capital que fou anomenada Angkor Thom (literalment: "gran ciutat"). Al centre el rei es feu construir (el qual era un fervent seguidor del budisme mahayana) el temple de Bayon, el qual feu les funcions de temple de l'estat, i les torres del qual tenen cara del boddhisattva Avalokiteshvara de diversos metres d'alçada gravades a la pedra. Els temples més importants construïts en temps de Jayavarman VII van ser el Ta Prohm, el Banteay Kdei i el Neak Pean, així com la reserva de Srah Srang. Paral·lelament es va construir una gran xarxa de carreteres que unia tots els pobles de l'imperi. A banda d'aquestes carreteres, també es van construir 121 albergs per als mercaders, oficials de l'exèrcit i altres viatgers, i també es van fundar 102 hospitals.

### La fi de l'apogeu i Zhou Daguan
Després de la mort de Jayavarman VII, el seu fill, Indravarman II (regnà del 1219 al 1243) ascendí al tron. Com el seu pare, ell també era budista, i va completar la construcció d'una sèrie de temples que havia començat son pare. Però fou poc afortunat als camps de batalla. L'any 1220 els khmers es van retirar de moltes de les províncies que abans havien estat conquerides a Txampa. A l'oest, els súbdits tailandesos es van rebel·lar i van establir el primer regne tailandès a Sukhothai i en van fer fora els khmers. Durant els 200 anys següents, els tailandesos esdevindrien el gran rival de l'imperi. Indravarman II fou succeït per Jayavarman VIII (regnà del 1243 al 1295). A diferència dels seus predecessors, ell era hinduista i un enemic dels budistes. Feu destruir totes les estàtues de Buda de l'imperi (els arqueòlegs creuen que més de 10.000, de les quals no en queda gairebé res) i va fer servir els temples budistes com a temples hinduistes. L'any 1283 l'imperi fou amenaçat pel general mongol Sügetü a les ordres de Khublai Khan, i el 1285 rei va evitar fer la guerra contra aquest enemic tan poderós, que aleshores governava tota la Xina, pagant-li un tribut anual. El regnat de Jayavarman VIII acabà l'any 1295 quan el seu gendre, Srindravarman (regnà del 1295 al 1309) el feu deposar. El nou rei era un seguidor del budisme theravada, una escola del budisme que havia acabat d'arribar al sud-est asiàtic provinent de Sri Lanka i que ben aviat s'escampà per tota la regió.
L'agost de l'any 1296, el diplomàtic xinès Zhou Daguan arribà a Angkor i hi va romandre fins al juliol de l'any 1297. No era pas ni el primer ni l'últim diplomàtic xinès que visitava Kambuja. No obstant això, la seva estada és d'una importància considerable pel detallat informe que va escriure sobre la vida a Angkor. El seu informe és avui una de les fonts més importants per comprendre l'Angkor històrica. A banda les detallades descripcions dels molts grans temples (el Bayon, el Baphuon, Angkor Wat, gràcies al qual sabem que les seves torres abans estaven cobertes d'or), el text també ofereix informació molt valuosa sobre la vida quotidiana i els costums dels habitants d'Angkor.

### Decadència i caiguda d'Angkor
Després del regne de Srindravarman hi ha molt poques fonts històriques. L'última inscripció gravada en un pilar coneguda data de l'any 1327. A partir d'aleshores no es van construir més grans temples. Els historiadors creuen que hi ha una relació amb l'adopció del budisme theravada per part dels reis: ja no se'ls considerava "devarajas" i, per tant, no ha havia la necessitat de construir grans temples en honor seu ni als déus que els protegien. La fi del concepte de devaraja també podria haver dut a la pèrdua de l'autoritat reial i, per tant, a la pèrdua de mà d'obra. El sistema de gestió de l'aigua es va deteriorar, la qual cosa comportà la reducció de les collites a causa de les inundacions i les sequeres. Mentre abans tres collites anuals d'arròs eren possibles (una contribució molt important a la prosperitat i al poder de l'imperi), les collites minvants van afeblir l'imperi. El seu veí occidental, el regne tailandès de Sukhothai, després de fer fora els khmers va ser conquerit per un altre regne tailandès, Ayutthaya, l'any 1350. L'any 1352 el Regne d'Ayutthaya esdevingué el rival més directe de l'Imperi Khmer, i Jayavarman Paramesvara va casar a la seva filla Keo Keng Ya amb el príncep Lao Fa Ngum, que estava a la seva custòdia. Ayutthaya va llançar molts atacs a l'imperi, tot i que un rere l'altre eren repel·lits. No obstant això, l'any 1431 la superioritat d'Ayutthaya li va permetre conquerir Angkor.
El centre del regne khmer que sobrevisqué al desastre de 1431 es trobà a partir d'aleshores al sud, a la regió de l'actual Phnom Penh. Tot i això, hi ha indicis que permeten creure que Angkor no fou del tot abandonada. Una línia de reis khmers s'hi quedà, mentre una altra es mudà a Phnom Penh per establir un regne paral·lel. La caiguda definitiva d'Angkor va ser de gran importància política i econòmica, ja que Phnom Penh esdevingué un centre de comerç de la riba del Mekong molt important. La incapacitat de dur a terme els costosos projectes i les lluites de poder a l'interior de la família reial van marcar la fi de l'Imperi Khmer. L'imperi es va centrar més en el comerç regional després de la primera sequera.
El desastre ecològic i fracàs de les infraestructures, és una nova i alternativa resposta a la fi de l'Imperi Khmer. Els membres del projecte de recerca internacional Greater Angkor Project creuen que els khmers havien elaborat un sistema de reserves i canals per al comerç, la irrigació i el transport. Els canals es feien servir per als camps d'arròs. A mesura que la població creixia hi havia cada vegada més pressió sobre el sistema d'aigües. El fracàs d'aquest sistema inclou restriccions en l'ús de l'aigua i inundacions. Per tal d'adaptar-se a la població creixent, els arbres es talaven i s'aprofitaven les clarianes obertes per fer més camps d'arròs. Això va fer que cada vegada més sediments anessin a parar al sistema de canals. Qualsevol dany al sistema d'aigües deixava grans conseqüències.

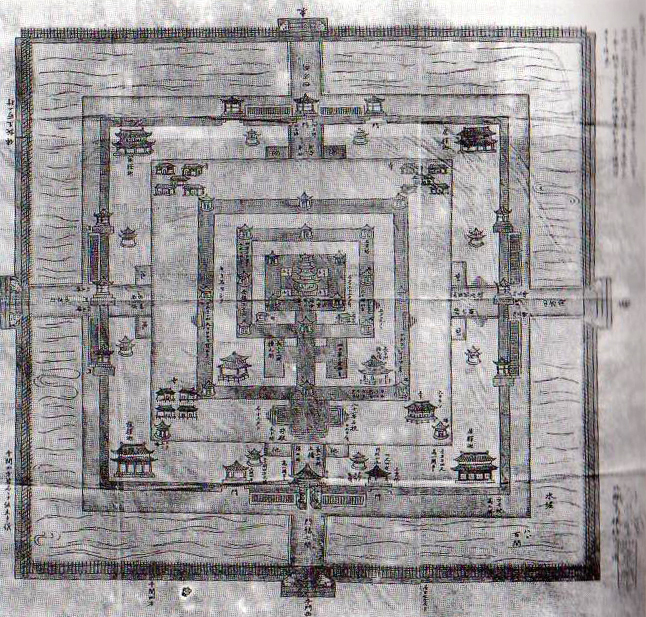
Plànol d'Angkor Wat traçat per un pelegrí japonès entre els anys 1623 i 1636.

De tota manera, hi ha proves sobre l'ús posterior d'Angkor. Durant el regnat de Barom Reachea I (regnà del 1566 al 1576), el qual va aconseguir fer-ne fora els tailandesos temporalment, la cort reial s'establí breument a Angkor. També hi ha inscripcions del segle xvii que denotren la presència de petits assentaments de colons japonesos a banda dels que hi van deixar els khmers. El més conegut dels quals és Ukondafu Kazufusa, el qual hi celebrà l'Any Nou Khmer el 1632. No obstant això, en les dècades següents, la comunitat japonesa va ser absorbida per la comunitat khmer local, a causa de la manca de nous japonesos arribats i molt poques possibilitats de renovar la seva comunitat.

## Art i arquitectura
Llista d'estils arquitectònics durant el període d'Angkor:
| Estils       | Dates      | Governants                    | Temples | Característiques principals |
| ------------ | ---------- | ----------------------------- | --- | --- |
| Kulen        | 825–875    | Jayavarman II                 | Damrei Krap | Continuació de la pre-angcoreana però un període d'innovació i préstecs, com ara els temples Cham. Torre principalment quadrada i relativament alta. Principalment maó amb parets de laterita i envoltant de portes de pedra. Comencen a aparèixer colonettes quadrades i octogonals. |
| Preah Ko     | 877–886    | Indravarman I Jayavarman III  | Preah Ko, Bakong, Lolei | Pla simple: una o més torres quadrades de maó sobre una sola base. Primera aparició de recintes concèntrics i de gopura i biblioteques. Els 'palaus volants' decoratius substituïts per dvarapalas i devatas als nínxols. Primera muntanya del temple a Bakong. |
| Bakheng      | 889–923    | Yasovarman I Harshavarman I   | Phnom Bakheng, Phnom Krom, Phnom Bok, Baksei Chamkrong (trad.) | Desenvolupament de la muntanya del temple. Més ús de la pedra, especialment per als grans temples i talla de pedra més decorativa. |
| Koh Ker      | 921–944    | Jayavarman IV                 | Grup de temples de Koh Ker | L'escala dels edificis disminueix cap al centre. El maó segueix com a material principal però també s'utilitza pedra arenisca. |
| Pre Rup      | 944–968    | Rajendravarman                | Pre Rup, East Mebon, Bat Chum, Kutisvara | Transició entre Koh Ker i Banteay Srei. Sales llargues tanquen en part el santuari. Els últims grans monuments en maó arrebossat, augmentant l'ús de gres. |
| Banteay Srei | 967–1000   | Jayavarman V                  | Banteay Srei | Ornat, frontós superposat, extrems de gable escombrat, talla rica i profunda. Maó de guix substituït per pedra i laterita. Aparició d'escenes en frontons. Devates voluptuoses amb expressions suaus. |
| Khleang      | 968–1010   | Jayavarman V                  | Ta Keo, The Khleangs, Phimeanakas, Palau Reial | Primer ús de les galeries. Gopures cruciformes. Colonettes octogonals. Talla decorativa moderada. |
| Baphuon      | 1050–1080  | Udayadityavarman II           | Baphuon, Mebon occidental | Un retorn a la rica talla: motius florals però també lindas amb escenes. Nagas sense tocat. Els Baixorrelleus apareixen al temple de Baphuon, tallats amb escenes animades tancades en petits panells, sovint en seqüència narrativa. |
| Angkor Wat   | 1113–1175  | Suryavarman II Yasovarman II  | Angkor Wat, Banteay Samré, Thommanon, Chau Say Tevoda, Beng Mealea, alguns de Preah Pithu, Phimai i Phnom Rung                                                                                           | L'alt estil clàssic de l'arquitectura khmer. Torres còniques totalment desenvolupades amb perfil tallat. Galeries més amples i amb mitges galeries a un costat. Tancaments concèntrics connectats per galeries axials. Nagas amb tocat, balustrades naga aixecades del terra. Invenció de la terrassa en forma de creu. Llindes ricament tallades i altres decoracions. Baixos relleus, Apsaras.                                       |
| Baiò         | 1181–1243  | Jayavarman VII Indravarman II | Ta Prohm, Preah Khan, Neak Pean, Ta Som, Ta Nei, Angkor Thom, Prasat Chrung, Bayona, terrassa de l'elefant, Ta Prohm Kel, Krol Ko, Prasat Suor Prat, Banteay Chhmar, Hospital Capelles, Jayatataka baray | L'últim gran estil. Construcció precipitada, sovint en laterita no en pedra, talla menys elegant. Plans complexos, temples enormes. A Cambodja, torres de cara i baixos relleus de narrativa històrica. Tres períodes: 1. grans temples complexos en un sol nivell, 2. torres frontals i avingudes de gegants que porten nagues, 3. decadència dels estàndards de construcció, els devatas adquireixen una diadema d'estil Angkor Wat. |
| Post Bayon   | 1243–15 C. | Jayavarman VIII i altres      | Terrassa del Rei Lepros, Preah Pithu, Preah Palilay (modificacions als temples) | Inversió de terrassa en forma de creu, calçades sobre columnes, baixes o altes. |